# Juvhel Tsoumou
Juvhel Tsoumou (Brazzaville, República del Congo, 27 de diciembre de 1990) es un futbolista congoleño que jugó como delantero en el Police Tero Football Club de Tailandia.

## Selección nacional
Ha sido internacional con la selección de fútbol sub-19 de Alemania. En categoría absoluta decidió representar a Congo.

## Clubes
| Club                           | País       | Año       |
| ------------------------------ | ---------- | --------- |
| Eintracht Fráncfort II         | Alemania   | 2008-2009 |
| Eintracht Fráncfort            | Alemania   | 2009-2010 |
| Alemannia Aachen               | Alemania   | 2010-2011 |
| Preston North End F. C.        | Inglaterra | 2011-2012 |
| Plymouth Argyle F. C. (cedido) | Inglaterra | 2012      |
| TSV Hartberg                   | Austria    | 2012-2013 |
| F. K. Senica                   | Eslovaquia | 2013      |
| S. V. Waldhof Mannheim         | Alemania   | 2014-2015 |
| S. V. Wacker Burghausen        | Alemania   | 2015-2017 |
| Ermis Aradippou                | Chipre     | 2017-2018 |
| F. C. Hermannstadt             | Rumania    | 2018-2019 |
| FCSB                           | Rumania    | 2019-2020 |
| Shenyang Urban F. C.           | China      | 2020      |
| F. C. Viitorul Constanța       | Rumania    | 2021      |
| Wydad Casablanca               | Marruecos  | 2021-2022 |
| Cong An Ha Noi F. C.           | Vietnam    | 2023      |
| Rapid de Bucarest              | Rumania    | 2023      |
| Police Tero Football Club      | Tailandia  | 2024      |

## Palmarés

### Títulos nacionales
| Título                      | Club             | País      | Año  |
| --------------------------- | ---------------- | --------- | ---- |
| Copa de Rumania             | FCSB             | Rumania   | 2020 |
| Liga de Fútbol de Marruecos | Wydad Casablanca | Marruecos | 2022 |

### Títulos internacionales
| Título                      | Club             | Sede       | Año  |
| --------------------------- | ---------------- | ---------- | ---- |
| Liga de Campeones de la CAF | Wydad Casablanca | Casablanca | 2022 |